# アライド・アーティスツ・ピクチャーズ・コーポレーション
アライド・アーティスツ・ピクチャーズ・コーポレーション（Allied Artists Pictures Corporation）は、アメリカの映画製作会社。元々は、B級映画を主に製作していたモノグラム・ピクチャーズ（1931年設立）の子会社であり、アライド・アーティスツ・プロダクションとして1946年に設立された。
1953年にモノグラムと合併して以来、アライド・アーティスツ・ピクチャーズ・コーポレーションは比較的高予算の一連のSF映画を製作した。その中には『ボディ・スナッチャー/恐怖の街』（ドン・シーゲル監督、1956年）がある。
1970年代にはテレビ作品の製作に積極的に取り組んだが、1979年に倒産し製作活動を止めた。また有名な作品としては『友情ある説得』（1956年）『昼下りの情事』（1957年、2作とも現在メトロ・ゴールドウィン・メイヤー（MGM）が版権保有）が『パピヨン』（1973年）、ある。
その後、1980年にロリマー・プロダクションがアライド・アーティスツ・ピクチャーズ・コーポレーションを買収した。ロリマーは1988年にワーナー・ブラザースに買収されたため、ほとんどのアライド・アーティスツ・ピクチャーズ・コーポレーションの作品は現在、タイム・ワーナーにて管理されている。一方、前身のモノグラム・ピクチャーズの作品は1946年以前の作品をMGMが、以降の作品はワーナーが保有している。
なお、a.a.p.と略されるアソシエイテッド・アーティスツ・プロダクションは上記とは本来無関係だが、こちらの作品も現在、タイム・ワーナーにて管理されている。
| スタブアイコン | サブスタブ | この項目は、まだ閲覧者の調べものの参照としては役立たない、映画に関連した書きかけの項目です。この項目を加筆・訂正などしてくださる協力者を求めています（P:映画/PJ:映画）。 |